# التقسيم الجهوي المغربي 1997
| التقسيم الإداري الجهوي للمغرب 1997 | جهَات الممْلكة المغْربية ( 1997-2015) | جهَات الممْلكة المغْربية ( 1997-2015) | جهَات الممْلكة المغْربية ( 1997-2015) | جهَات الممْلكة المغْربية ( 1997-2015) | جهَات الممْلكة المغْربية ( 1997-2015) |
| الجهة                              | المركز                             |                                    |                                    |                                    |                                    |
| جهة طنجة تطوان                     | طنجة                               |                                    |                                    |                                    |                                    |
| جهة تازة الحسيمة تاونات            | الحسيمة                            |                                    |                                    |                                    |                                    |
| الجهة الشرقية                      | وجدة                               |                                    |                                    |                                    |                                    |
| جهة فاس بولمان                     | فاس                                |                                    |                                    |                                    |                                    |
| جهة مكناس تافيلالت                 | مكناس                              |                                    |                                    |                                    |                                    |
| جهة الغرب شراردة بني حسين          | القنيطرة                           |                                    |                                    |                                    |                                    |
| جهة الرباط سلا زمور زعير           | الرباط                             |                                    |                                    |                                    |                                    |
| جهة الدار البيضاء الكبرى           | الدار البيضاء                      |                                    |                                    |                                    |                                    |
| جهة الشاوية ورديغة                 | سطات                               |                                    |                                    |                                    |                                    |
| جهة تادلة أزيلال                   | بني ملال                           |                                    |                                    |                                    |                                    |
| جهة مراكش تانسيفت الحوز            | مراكش                              |                                    |                                    |                                    |                                    |
| جهة دكالة عبدة                     | آسفي                               |                                    |                                    |                                    |                                    |
| جهة سوس ماسة درعة                  | أكادير                             |                                    |                                    |                                    |                                    |
| جهة كلميم السمارة                  | كلميم                              |                                    |                                    |                                    |                                    |
| جهة العيون بوجدور الساقية الحمراء  | العيون                             |                                    |                                    |                                    |                                    |
| جهة وادي الذهب الكويرة             | الداخلة                            |                                    |                                    |                                    |                                    |

التقسيم الجهوي المغربي 1997 هو تقسيم تم اعتماده في المغرب سنة 1998 حيث أدت محدودية نتائج التقسيم الجهوي لسنة 1971 بقيام المسؤولين المغاربة بإعادة النظر من جديد في التقسيم المعمول به، وفي هذا الإطار جاء دستور 1992 الذي رفع الجهة إلى مستوى المؤسسة الدستورية، وظهير 1997 الذي أعاد ترتيب الخريطة الجهوية، وأمد الجهات بإمكانات مادية ومالية، حيث تم إصدار قرار تقسيم 1997 ليصلح الثغرات التي تركها التقسيم السابق وليعيد تنظيم الخريطة الجهوية. حيث جاء هذا التقسيم بستة عشر جهة، واستمر حتى سنة 2015.

## أهداف التقسيم
كان من أهداف هذا التقسيم تسهيل التسيير الإداري وتدبيير الشأن المحلي للجهات، واعتماد المبادرة المحلية في التنمية الاقتصادية، كما كان من أهداف هذا التقسيم إبراز الوحدة الثقافية والحضارية للمغرب وتسهيل إدارة الموارد المحلية للجهات.

## خصائص التقسيم
تميز التقسيم المجال المغربي لسنة 1997 بمجموعة من الخصائص المتنوعة، التي تتعدد مستوياتها، منها على المستوى الجغرافي تباين مساحات الجهات حيث تحتل (جهة العيون بوجدور الساقية الحمراء) مساحة كبيرة ونسبة قليلة من السكان مما جعل الكثافة السكانية تنخفض إلى أقل من 5 نسمة في الكم² في حين أن (جهة الدار البيضاء الكبرى) شهدت نسبة منخفضة من المساحة رغم أنه يتوطن فوقها عدد كبير من السكان مما يجعل الكثافة السكانية ترتفع إلى أكثر من 2240 نسمة في الكم². أما على المستوى الإجتماعي فقد لوحظ تباين نسبة البطالة التي كانت مرتفعة في كل من جهة الدار البيضاء الكبرى و الجهات الجنوبية بينما كانت منخفض في جهة تازة الحسيمة تاونات. كما لوحظ على المستوى الاقتصادي إستمرار هيمنة جهة الدار البيضاء الكبرى في المجال الصناعي إذ تعتبر أكبر تجمع صناعي في المغرب.

## نتئج التقسيم
رغم تحقيق هذا التقسيم بعض المكتسبات، فإنه قد فشل في القضاء التباينات الاجتماعية والاقتصادية بين جهات المملكة المغربية، مما تطلب من المسؤولين القيام مرة أخرى بوضع تصور جديد يحل المشاكل المجالية للمغرب، ليتم الإتيان بالتقسيم الجهوي لسنة 2015.